# Pyromètre de Wedgwood
Pour les articles homonymes, voir Wedgwood.
Le pyromètre de Wedgwood est un instrument de mesure permettant d'étalonner la chaleur que produit un four, ou tout autre milieu produisant une chaleur importante. Il fut inventé par l'entrepreneur Josiah Wedgwood, grand-père maternel de Charles Darwin et grand-père paternel de son épouse Emma Wedgwood.
Le but de Wedgwood était d'évaluer la chaleur produite dans les fours réfractaires de son entreprise de porcelaine et de faïence. Pour ce faire, on dispose sur le plateau en laiton du pyromètre, gradué de 0 à 240, un cylindre d'argile dessiqué, puis on place le cylindre dans un creuset réfractaire qu'on installe dans le four à évaluer. Le degré de rétraction du cylindre donnera le niveau de température du four.
La correspondance avec d'autres échelles communes serait de 72,222 5 °C, 130 °F ou 57,778 °Ré pour un degré de l'échelle de Wedgwood.